# René Chazelle
Pour les articles homonymes, voir Chazelle.
René Chazelle, né le 24 juillet 1917 à Lyon et mort le 13 avril 2006 à Courbevoie, est un homme politique français.

## Biographie
Issu d'une famille originaire de Blesle, il est juge de profession et occupe les fonctions de vice-président du Tribunal de grande instance de la Seine.
Battu aux élections législatives de 1951 et 1958, il l'emporte en 1967 sur le docteur Simon (CD) et devient député de la Haute-Loire de 1967 à 1973 sous l'étiquette de la FGDS, accédant même à la vice-présidence de l'Assemblée nationale. Il est avec Pierre Mailhé l'un des artisans de la loi du 1er juillet 1972 contre l'incitation à la haine raciale. Après son échec face au même docteur Simon (UDF-CDS), il est élu sénateur socialiste de la Haute-Loire en 1974 et n'est pas réélu en 1983.
Il est à ce jour le dernier parlementaire de gauche qu'ait connu la Haute-Loire.
Il avait aussi procuré une étude sur le peintre lyonnais Joseph Guichard, publiée en 1992.

## Décoration
- Commandeur de l'ordre du Nichan el Anouar (1955)[2]